# HC Masaryk University
HC Masaryk Univerzity (celým názvem: Hockey Club Masaryk University, zkráceně HC MUNI) je klub ledního hokeje z Česka, sídlící v moravské metropoli Brně. Založen byl v roce 2017. První dva ročníky odehrál v Evropské univerzitní hokejové lize. Od sezony 2019/2020 se stal zakládajícím účastníkem Univerzitní hokejové lize, která se hraje pouze na území České republiky.

## Historie

### Založení klubu a první sezona
Klub byl pod názvem HC Masaryk University založen roku 2017 studenty Josefem Novákem a Peterem Bustinem. První zápas v rámci EUHL odehrál tým Masarykovy univerzity 28. září 2017 proti maďarskému soupeři KMH Budapešť. Trenérem pro první sezonu se stal Luděk Stehlík.

### Změna klubových barev
Od samotného počátku až do září roku 2020 nastupovali hráči HC Masaryk University v kombinaci černé (doma) a bílé (venku). Před druhou sezonou ULLH se klub rozhodl pro kompletní změnu. Vzhled dresů se změnil na modrobílý.

## Historické názvy
- 2017– HC Masaryk University (Hockey Club Masaryk University)

## Stadion
HC MUNI odehrává své domácí zápasy na HHDM s kapacitou 500 diváků. V rámci brněnského Hokejového souboje univerzit hraje v hale Rondo (sponzorským názvem Winning Group Arena) s kapacitou 7 700 diváků.

## Realizační tým

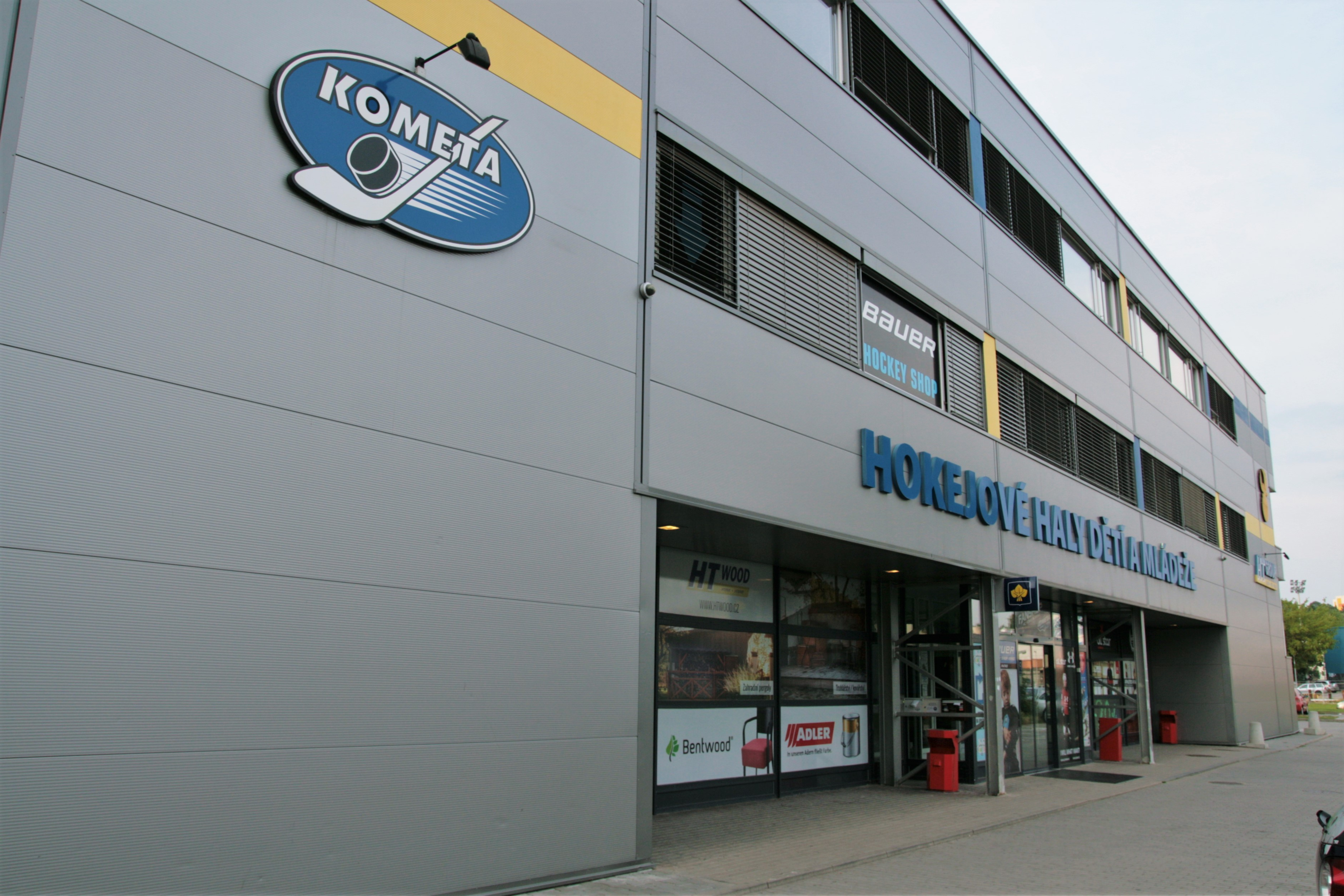
Domácí hokejová hala

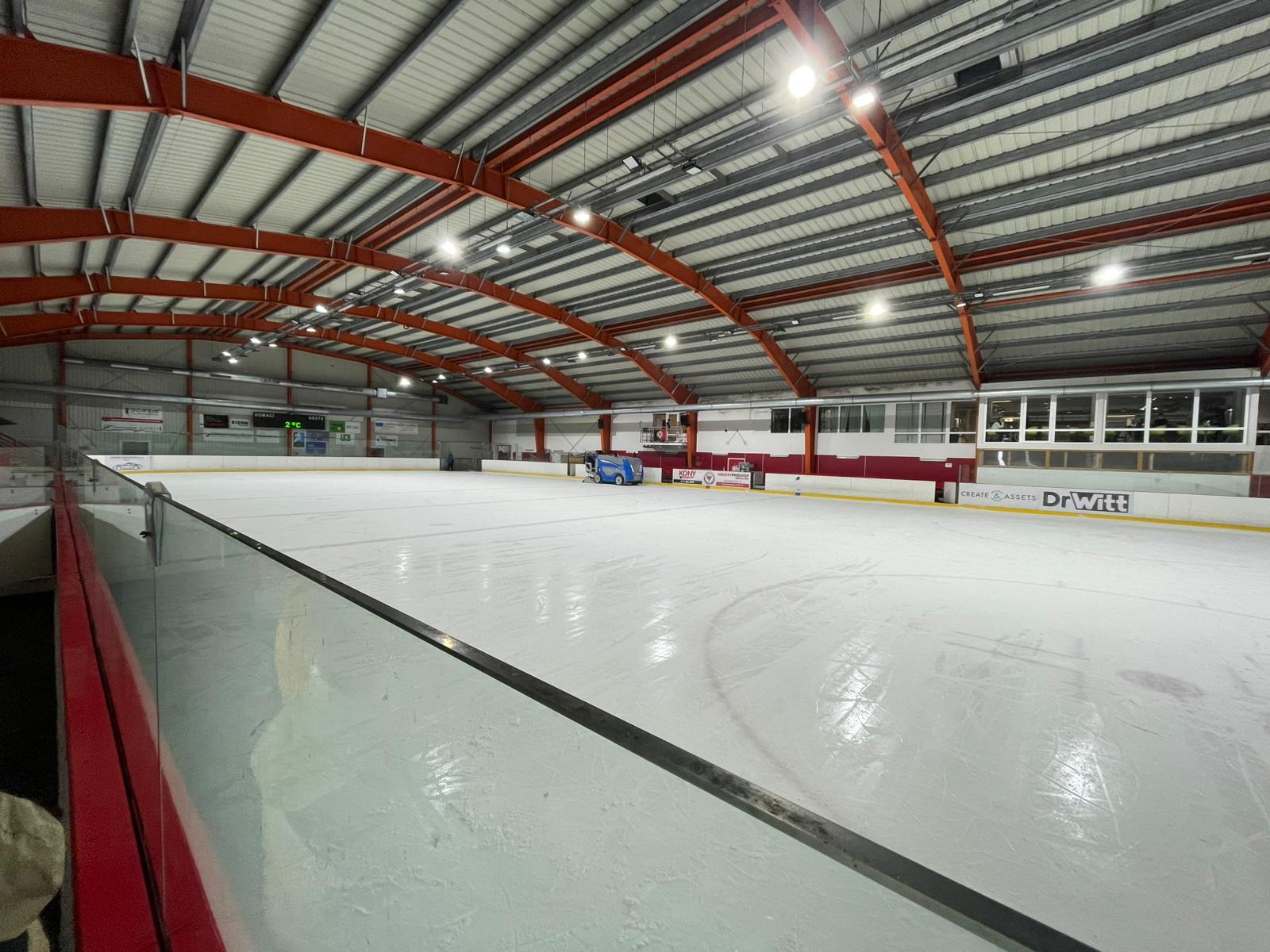
Domácí (evropská) ledová plocha

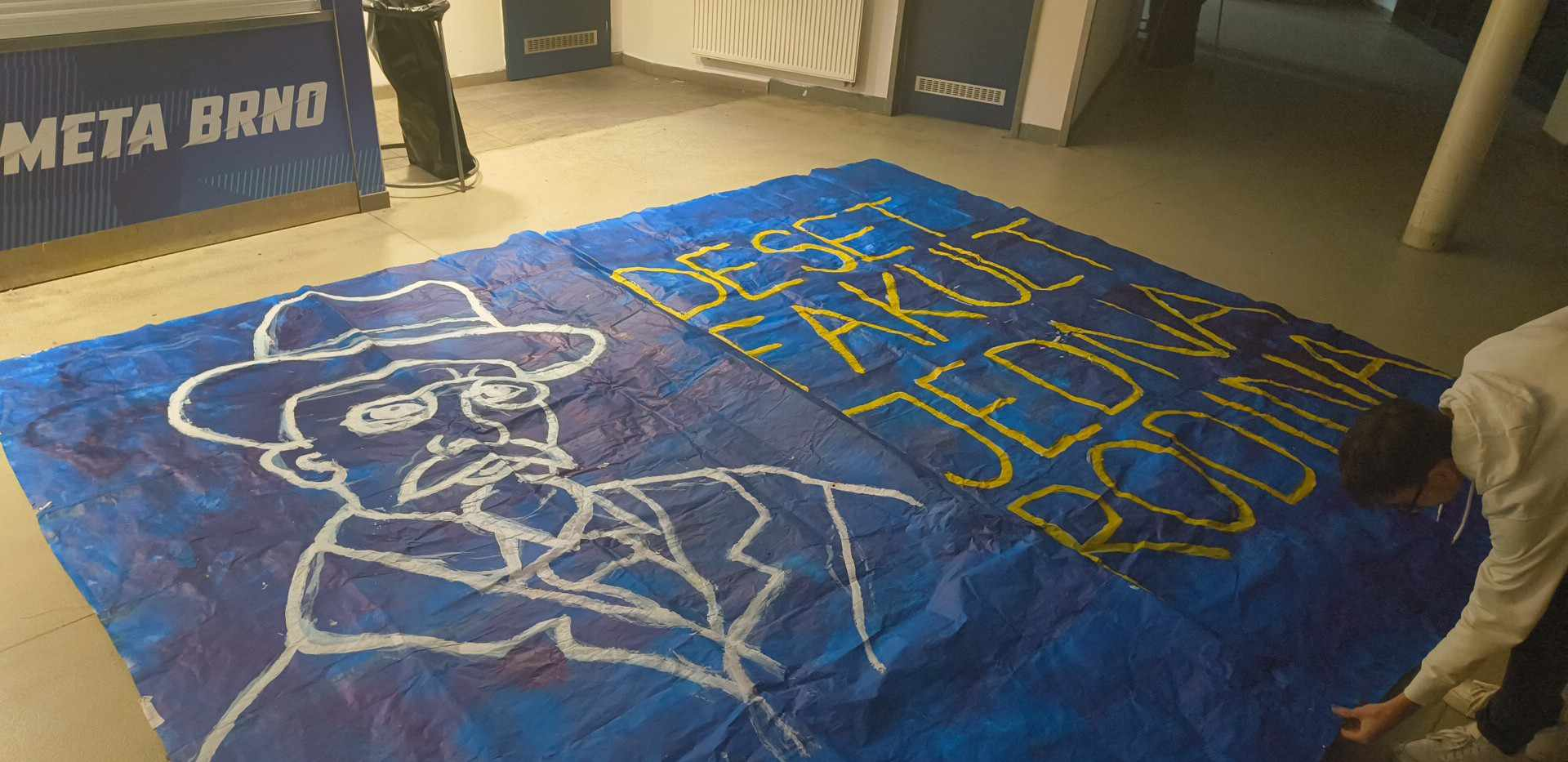
Choreografie fanoušků klubu

| Post                        | Jméno               |
| --------------------------- | ------------------- |
| Hlavní trenér               | Jiří Čtvrtníček     |
| Finanční manažer            | Ondřej Stehlík      |
| Asistenti trenéra           | Josef Novák         |
| Asistenti trenéra           | Jan Hasoň           |
| Asistenti trenéra           | Jan Sedlák          |
| Videotrenér                 | Patrik Matov        |
| Sportovní manažer           | Josef Novák         |
| Vedoucí mužstva             | Martin Švarcberger  |
| Vedoucí mužstva             | Helena Hegeďová     |
| Lékař                       | MUDr. Petr Novák    |
| Masér                       | Michal Vašata       |
| Kustodi                     | Petr Novák ml.      |
| Kustodi                     | Martin Švarcberger  |
| Marketingový manažer        | Matěj Karger        |
| Manažer lidských zdrojů     | Lucie Zvolánková    |
| Generální manažer           | Andrej Vandlík      |
| Manažer sociálních sítí     | Aneta Štorková      |
| Grafik                      | Albert Edes         |
| Manažer řízení bezpečnosti  | Jakub Stárek        |
| Manažer vztahů s veřejností | Kristýna Tatíčková  |
| Event manažeři              | Natália Denemarková |
| Event manažeři              | Kristýna Tatíčková  |
| Videotvůrce                 | Jakub Tesař         |

## Statistiky

### Přehled ligové účasti

#### Stručný přehled
- 2017–2019: EULH
- 2019– : ULLH

#### Jednotlivé ročníky
| Evropa (2017-2019) |                       |                                         |                                         |                                                                     |                                         |                                         |
| Ročník             | Soutěž                | PK                                      | ZČ                                      | Play-off                                                            | Cel. um.                                | Pozn.                                   |
| 2017/2018          | EUHL                  | 13                                      | 5.                                      | Čtvrtfinále (prohra 0:2 na zápasy s Paneuropa Kings Bratislava)     | 5.                                      |                                         |
| 2018/2019          | EUHL(východní divize) | 12                                      | 3.                                      | Semifinále (prohra 1:2 na zápasy s UMB Hockey Team Banská Bystrica) | 5.                                      |                                         |
| Česko (2019-)      |                       |                                         |                                         |                                                                     |                                         |                                         |
| Ročník             | Soutěž                | PK                                      | ZČ                                      | Play-off                                                            | Cel. um.                                | Pozn.                                   |
| 2019/2020          | ULLH                  | 8                                       | 2.                                      | play-off zrušeno kvůli pandemii covidu-19                           |                                         |                                         |
| 2020/2021          | ULLH                  | sezóna zrušena kvůli pandemii covidu-19 | sezóna zrušena kvůli pandemii covidu-19 | sezóna zrušena kvůli pandemii covidu-19                             | sezóna zrušena kvůli pandemii covidu-19 | sezóna zrušena kvůli pandemii covidu-19 |
| 2021/2022          | ULLH                  | 10                                      | 4.                                      | Čtvrtfinále (prohra 0:2 na zápasy s HC UPOL)                        | 7.                                      |                                         |
| 2022/2023          | ULLH                  | 10                                      | 6.                                      | Čtvrtfinále (prohra 2:3 na zápasy s UK Hockey Prague)               | 6.                                      |                                         |
| 2023/2024          | ULLH                  | 9                                       | 6.                                      | Čtvrtfinále (prohra 1:2 na zápasy s UK Kings Prague)                | 6.                                      |                                         |
| 2024/2025          | ULLH                  | 12                                      | 10.                                     | Předkolo (prohra 7:0 s UNIted HK)                                   | 10.                                     |                                         |

### Přehled kapitánů a trenérů v jednotlivých sezónách
| Sezóna    | Soutěž | Kapitán       | Trenéři                                              | Soupiska           |
| --------- | ------ | ------------- | ---------------------------------------------------- | ------------------ |
| 2017/2018 | EUHL   | Peter Bustin  | Luděk Stehlík                                        | Soupiska 2017/2018 |
| 2018/2019 | EUHL   | Peter Bustin  | Luděk Stehlík                                        | Soupiska 2018/2019 |
| 2019/2020 | ULLH   | —             | Filip Košecký                                        | Soupiska 2019/2020 |
| 2020/2021 | ULLH   | Peter Bustin  | Jiří Čtvrtníček                                      | Soupiska 2020/2021 |
| 2021/2022 | ULLH   | Pavel Tomaník | Jiří Čtvrtníček, Jan Sedlák                          | Soupiska 2021/2022 |
| 2022/2023 | ULLH   | Pavel Tomaník | Jiří Čtvrtníček, Jan Sedlák                          | Soupiska 2022/2023 |
| 2023/2024 | ULLH   | Štěpán Kučera | Jiří Čtvrtníček, Jan Sedlák                          | Soupiska 2023/2024 |
| 2024/2025 | ULLH   | Ondřej Bláha  | Jiří Čtvrtníček, Jan Sedlák, Jan Hasoň a Josef Novák | Soupiska 2024/2025 |

### Nejlepší střelec, Nejlepší nahrávač
| Ročník    | Góly                                       | Góly | Asistence      | Asistence | Body                          | Body |
| --------- | ------------------------------------------ | ---- | -------------- | --------- | ----------------------------- | ---- |
| 2017/2018 | Jiří Čtvrtníček                            | 15   | Peter Bustin   | 12        | Jiří Čtvrtníček               | 22   |
| 2018/2019 | Jiří Čtvrtníček                            | 10   | Patrik Matov   | 14        | Patrik Matov                  | 19   |
| 2019/2020 | Peter Bustin                               | 13   | Jan Hasoň      | 15        | Peter Bustin                  | 25   |
| 2020/2021 | Tomáš Račický, Matěj Florek, Štěpán Kučera | 2    | Vojtěch Kadlic | 4         | Tomáš Račický, Vojtěch Kadlic | 5    |
| 2021/2022 | Pavel Tomaník                              | 14   | Pavel Tomaník  | 11        | Pavel Tomaník                 | 25   |
| 2022/2023 | Pavel Tomaník                              | 19   | Pavel Tomaník  | 13        | Pavel Tomaník                 | 30   |
| 2023/2024 | Tadeáš Jakubec                             | 11   | Jan Hasoň      | 11        | Tadeáš Jakubec                | 19   |
| 2024/2025 | Tadeáš Jakubec                             | 10   | Tadeáš Jakubec | 11        | Tadeáš Jakubec                | 21   |